# Tachistoscopio

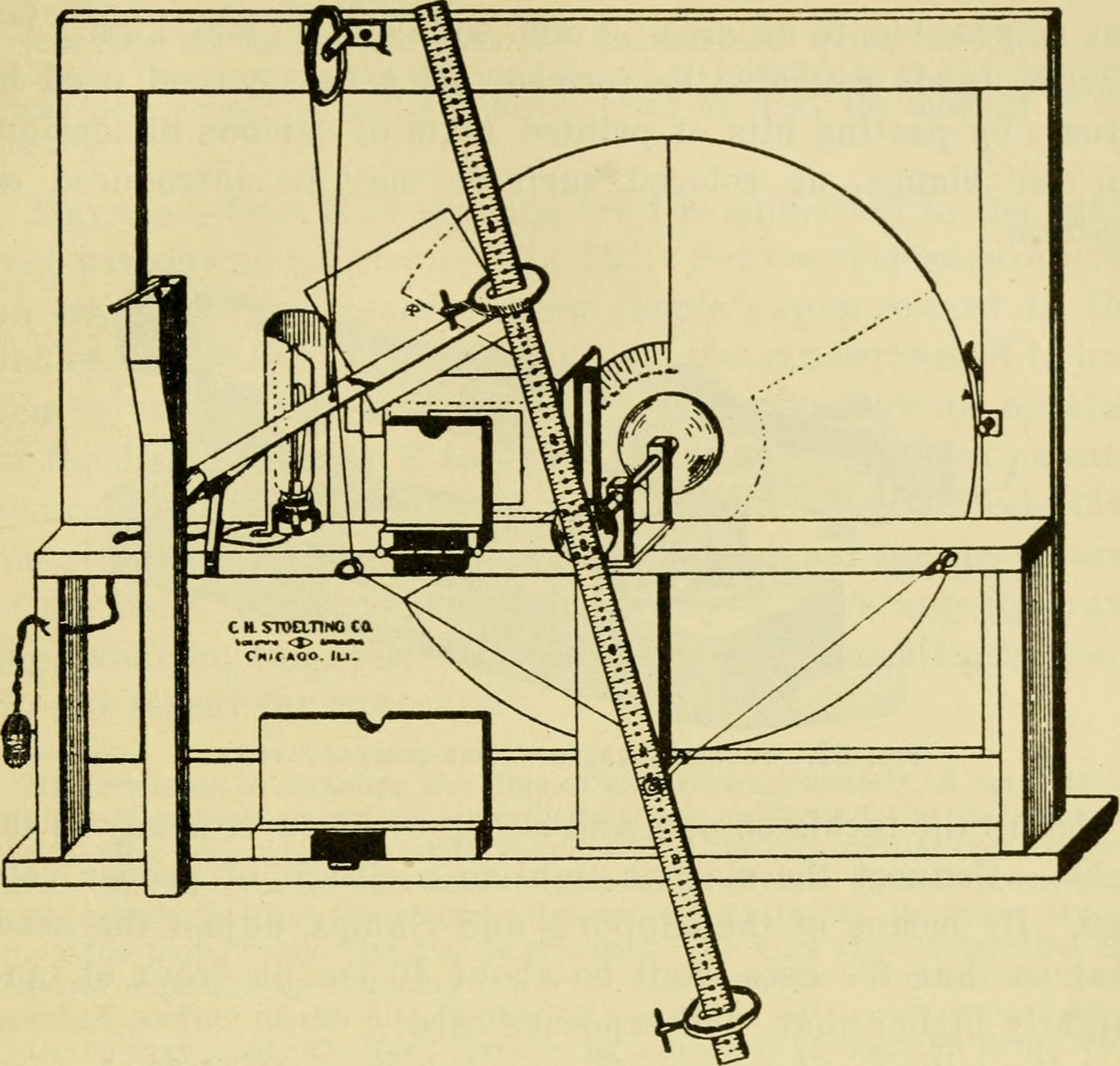
Un tachistoscopio della Stoelting

Il tachistoscopio (dal greco τάχιστος (táxistos), superlativo di ταχύς (tachýs, 'veloce') e σκοπεῖν (skopein, 'guardare', 'vedere') è uno strumento in grado di mostrare una serie di immagini in un arco temporale molto breve che può arrivare ad alcuni millisecondi.

## Funzionamento
Le immagini possono essere proiettate su un'apposita superficie trasparente, all'interno dello strumento stesso, alternando velocemente il buio con il rapido passaggio di una luce. Gli strumenti più moderni sono automatici e ne esistono dei modelli che sfruttano un sistema di proiezione simile a quello usato da un proiettore di diapositive, dotato di un otturatore che consente di impostare il tempo di esposizione.

## Storia
Il primo tachistoscopio fu originariamente descritto dal fisiologo tedesco Alfred Wilhelm Volkmann nel 1859. Samuel Renshaw lo usò durante la seconda guerra mondiale nelle esercitazioni dei piloti impegnati a dovere distinguere gli aerei "amici" da quelli dei nemici.

## Applicazioni
I tachistoscopi erano ampiamente utilizzati in psicologia sperimentale, prima del diffondersi dei computer, per l'esposizione a stimoli visivi di durata controllata. Alcuni esperimenti utilizzavano coppie di tachistoscopi in modo da somministrare stimolazioni differenti in ciascun campo visivo. Più recenti sviluppi vedono l'impiego del tachistoscopio digitale nel trattamento della dislessia, in particolare grazie al metodo proposto dal ricercatore olandese Dirk J. Bakker, che prevede la stimolazione dell'emicampo visivo destro o sinistro a seconda del tipo di dislessia diagnosticata.  
Durante gli anni 1960 i tachistoscopi vennero utilizzati nelle scuole pubbliche come supporto per sviluppare la lettura rapida. Esistevano due differenti tipi di strumento: in uno gli studenti guardavano attraverso una lente simile a quella di un mirino leggendo lettere, parole e frasi in una successione attivata manualmente; col secondo tipo di strumento le lettere e le frasi venivano proiettate in sequenza su uno schermo. Alla fine veniva verificata la comprensione lessicale degli studenti.
I tachistoscopi sono utilizzati nella ricerca di mercato per valutare l'impatto visivo, o la permanenza nella memoria, dei prodotti commerciali o dei loro imballaggi. In questo caso la proiezione tramite tachistoscopi viene preferita ai monitor dei computer per la fedeltà delle immagini e per la loro possibilità di essere mostrate anche a grandezza naturale.